# Rio Haimeliug
O Rio Haimeliug é um rio da Romênia, afluente do Nera, localizado no distrito de Caraş-Severin.